# Beka Saghinadze
Pas d'image ? Cliquez ici

a Compétitions nationales et continentales officielles uniquement.

b Matchs officiels uniquement.
Dernière mise à jour le 24 mai 2025.
Beka Saghinadze (en géorgien : ბექა საღინაძე), né le 29 octobre 1998 à Bolnissi (Géorgie), est un joueur international géorgien de rugby à XV qui évolue au poste de troisième ligne aile au Lyon OU.

## Biographie
Beka Saghinadze commence la pratique du rugby à XV à l'âge de 12 ans, au sein des Lelo Saracens Tbilissi. Enfant, il pratique aussi la lutte, mais il lui préfère le rugby.
Il participe avec l'équipe de Géorgie au Championnat d'Europe des moins de 18 ans 2015, où il va avec son équipe jusqu'en finale. Il est de nouveau rappelé pour l'édition 2016 de la compétition.
En 2017, il est appelé pour disputer le Championnat du monde junior qui se tient en Géorgie. La même année, il fait ses débuts en Didi 10 avec les Lelo Saracens Tbilissi. À la fin de sa première saison avec les séniors, il est de nouveau sélectionné pour le Championnat du monde junior. 
Après le mondial, il part en France et rejoint le Stade aurillacois, au sein de l'effectif espoir du club. Il fait ses débuts en Pro D2 au mois de décembre 2018, entrant en jeu face à l'Aviron bayonnais.
Début 2019, il obtient sa première sélection avec la Géorgie, face à la Roumanie. En septembre, il est retenu dans le groupe qui participe à la Coupe du monde au Japon. Il y joue quatre matchs, dont deux en tant que titulaire. 
Début 2020, il inscrit son premier essai avec la Géorgie face au Portugal. En fin d'année, il est titulaire lors des quatre matchs de la Coupe d'automne des nations, inscrivant notamment un doublé face aux Fidji. En club, il s'impose comme titulaire, et décroche ainsi un contrat à plus haut niveau. Il signe en effet un contrat de trois ans en faveur du Lyon OU à partir de 2021.
Au Lyon OU, il se met rapidement en valeur. Il est notamment élu homme du match lors d'une rencontre contre le Stade toulousain en octobre 2021. Durant ce match, il inscrit un essai, réalise 12 plaquages et gagne 39 mètres ballon en main lors de 12 courses. Son ancien entraîneur au Stade aurillacois, Romeo Gontineac, le décrit comme étant « un joueur très généreux et surtout très électrique », « intelligent » et qui « sent le rugby, [qui] sent le jeu ». 

## Statistiques en équipe nationale
Beka Saghinadze compte 47 capes, dont 41 en tant que titulaire, en équipe de Géorgie depuis sa première sélection le 9 février 2019 contre l'équipe de Roumanie. Il inscrit 25 points, soit 5 essais.
Il prend part à deux éditions de la Coupe du monde en 2019, jouant contre le pays de Galles, l'Uruguay, les Fidji et l'Australie, et en 2023, disputant quatre matchs contre l'Australie, le Portugal, les Fidji et le pays de Galles.
| Année | Compétition                 | Matchs | Points | Essais |
| ----- | --------------------------- | ------ | ------ | ------ |
| 2019  | Championnat d'Europe        | 3      | -      | -      |
| 2019  | Test matchs                 | 2      | -      | -      |
| 2019  | Coupe du monde              | 4      | -      | -      |
| 2020  | Championnat d'Europe        | 3      | 10     | 2      |
| 2020  | Test matchs                 | 1      | -      | -      |
| 2020  | Coupe d'automne des nations | 4      | 10     | 2      |
| 2021  | Championnat d'Europe 2020   | 1      | -      | -      |
| 2021  | Championnat d'Europe 2021   | 2      | -      | -      |
| 2021  | Test matchs                 | 3      | -      | -      |
| 2022  | Championnat d'Europe        | 2      | -      | -      |
| 2022  | Test matchs                 | 5      | -      | -      |
| 2023  | Championnat d'Europe        | 5      | -      | -      |
| 2023  | Coupe du monde              | 3      | -      | -      |
| 2024  | Test matchs                 | 4      | -      | -      |
| 2025  | Championnat d'Europe        | 4      | 5      | 1      |
| Total | Total                       | 47     | 25     | 5      |

## Palmarès

### En club
- Finaliste de la Challenge Cup en 2025 avec le Lyon OU.

### En équipe nationale
- Vainqueur du Championnat d'Europe en 2019, 2020, 2021, 2022, 2023 et 2025 avec l'équipe de Géorgie.